# Bombylius horni
Bombylius horni är en tvåvingeart som beskrevs av Paramonov 1931. Bombylius horni ingår i släktet Bombylius och familjen svävflugor. Inga underarter finns listade i Catalogue of Life.